# Carte orange
La Carte Orange è stato un abbonamento a sottoscrizione settimanale o mensile che consentiva di effettuare un numero illimitato di viaggi nell'Île-de-France sui vari mezzi di trasporto pubblico gestiti dallo STIF. Il suo nome deriva dal colore arancione del biglietto magnetico.
Tale nome è stato mantenuto fino al 31 marzo 2010, quando lo STIF ha deciso di rinominare gli abbonamenti settimanale e mensile rispettivamente in Navigo semaine e Navigo mois, uniformando tali servizi al già presente Carte Navigo.

## La tessera
La tessera è personale e le iscrizioni sono rappresentati da uno speciale biglietto circolabile liberamente in alcune parti della regione Île-de-France, queste regioni sono raggruppate in zone, numerate da 1 a 6 (Parigi intramuros è nella zona 1, e Provins in zona 6; Malesherbes, anche se servita dalla RER D, è una stazione situata al di fuori della regione Ile-de-France ed è quindi definita "fuori area", non coperta dagli abbonamenti di trasporto regionale supporta la zona fuori area). Una carta permette di accedere a una serie di aree possono variare a seconda delle esigenze.
Le zone 7 e 8 sono stati abolite il 1º luglio 2007 e fuse con la 6, per ridurre i costi di trasporto in periferia.

## Aspetto

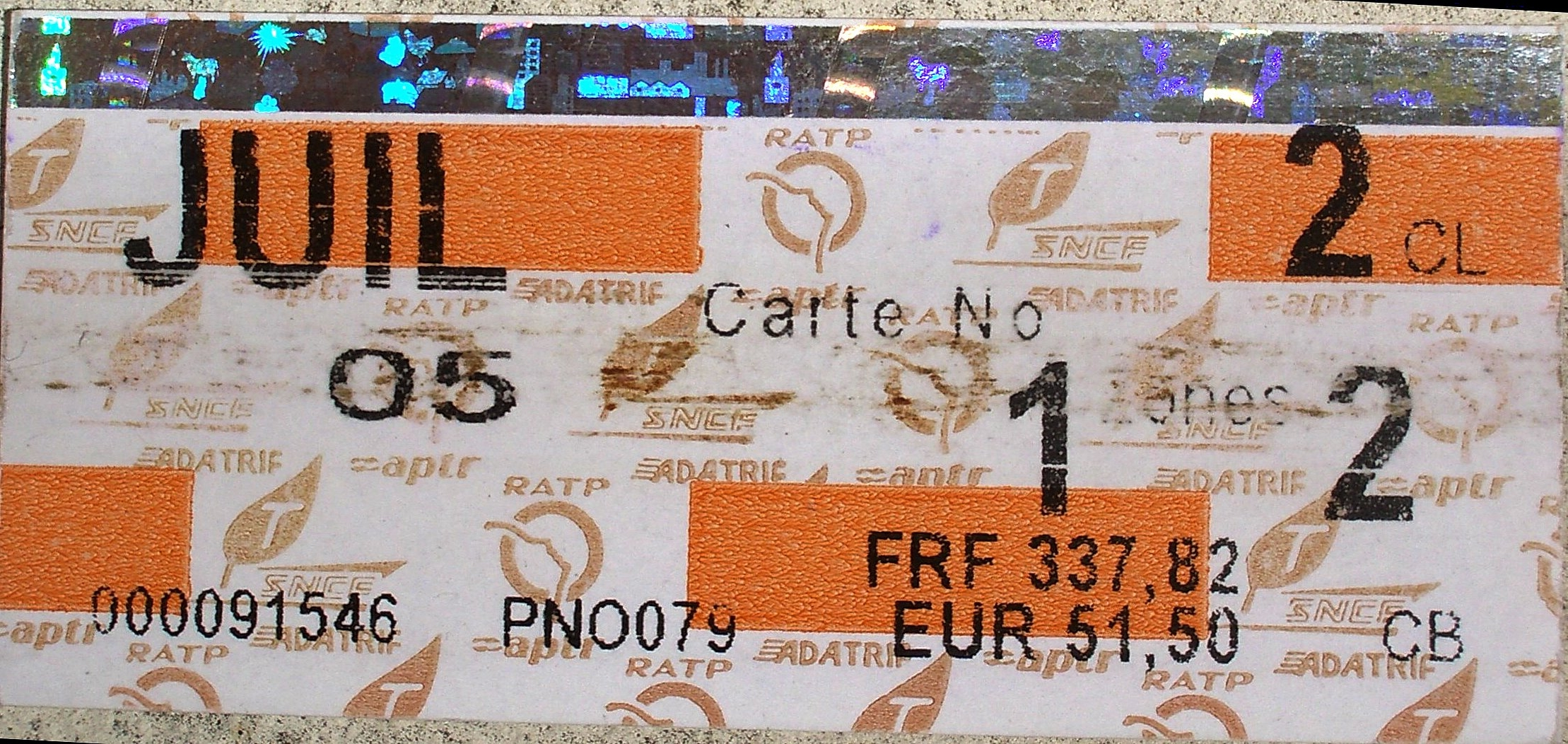
Il biglietto

La Carte Orange è una piccola carta di colore arancione che contiene i dati del proprietario e la sua foto. È di solito inserita in una sacca.
Il biglietto mensile è un biglietto arancione che ricorda la sua durata e con una posizione a cui aggiungere il numero del titolare della carta in questione. Dall'estate 2005, le carte di colore arancione sono venduto anche sul Passe Navigo passa come quelle che si trovano sulle cartine Imagine'R e Integrale.

## Storia dei prezzi
Questa è l'evoluzione dei prezzi della carta.
| Zone | 07/2008  | 07/2007  | 07/2006  | 07/2005  | 08/2004  | 07/2003  | 07/2002  | 07/2001  | 07/2000 | 07/1999 |
| ---- | -------- | -------- | -------- | -------- | -------- | -------- | -------- | -------- | ------- | ------- |
| 1-2  | 55,10 €  | 53,50 €  | 52,50 €  | 51,50 €  | 50,40 €  | 48,60 €  | 46,05 €  | 44,36 €  | 43,45 € | 42,53 € |
| 1-3  | 72,90 €  | 70,80 €  | 69,50 €  | 68,10 €  | 66,60 €  | 64,20 €  | 60,85 €  | 58,69 €  | -       | -       |
| 1-4  | 90,20 €  | 87,60 €  | 86,10 €  | 84,40 €  | 82,60 €  | 79,60 €  | 76,15 €  | 73,48 €  | -       | -       |
| 1-5  | 108,40 € | 105,20 € | 103,30 € | 101,30 € | 99,10 €  | 95,50 €  | 91,75 €  | 88,57 €  | -       | -       |
| 1-6  | 122,10 € | 118,50 € | 116,40 € | 114,10 € | 111,60 € | 107,60 € | 103,75 € | 100,16 € | -       | -       |

## Diverse carte
La carta è di colore arancione, mensile o settimanale. Ha un minimo di almeno due aree contigue, al massimo sei.
- Per gli utenti al di sotto dei 26 anni è stato istituito un pacchetto per il tempo libero, l'uso quotidiano, al sabato o domenica o in un giorno festivo. Questo pacchetto ha quattro aree di scelta: 1-3 (3,20 €), 1-5 (6,40 €), 1-6 (8,00 €), 3-6 (4,00 €).